# Emerik Bernard
Emerik Bernard, slovenski slikar, profesor, akademik * 22. september 1937, Celje, † 2. april 2022.

## Življenje in delo
Bernard je slikarstvo študiral na Akademiji za likovno umetnost v Ljubljani (ALU). Diplomiral je leta 1964 in leta 1968 zaključil še specialko za slikarstvo pri profesorju Gabrijelu Stupici. Več let je bil svobodni umetnik; poučeval je tudi na srednji šoli. Leta 1985 je bil izvoljen za docenta, leta 1995 za rednega profesorja za slikarstvo na ALU v Ljubljani. 2001 je bil izvoljen za izrednega in 2007 za rednega člana SAZU. 
Sprva je ustvarjal v različnih kolažnih in asemblažnih tehnikah. Te slike objekti so po kompoziciji in uporabljenih materialih blizu novemu realizmu. Po letu 1980 se je uveljavil z istrskimi motivi, v katerih so se prvotnim krajinskim aluzijam z izjemno dognanimi, zadržanimi barvnimi odnosi pridružile kolažne površine. V teh delih je zaslediti malone etnografsko fantazijo z namigi na glagolske napise, na propadajoče istrske hiše v različnih svetlobah, na ploskovitost. Razpoznati je mogoče zadržan, vendar zgoščen kolorit gotskih fresk in občutenje življenja v odmaknjenih, propadajočih vaseh. Bernardova dela so postala ključna v pomembnih zbirkah 20. stoletja. Njegovo izjemnost in večplastni pomen slik so prepoznali likovni kritiki v Sloveniji in izven nje.
Bernard se je uveljavil kot priljubljen predavatelj in pisec, ki je združeval odlično poznavanje teorije in ustvarjalne prakse. 
Poročen je bil s slikarko in športnico Mileno Usenik.

## Nagrade
- nagrada Prešernovega sklada (1987) za dela, razstavljena na Beneškem bienalu 1986
- nagrada Riharda Jakopiča (1989, zavrnil)
- Prešernova nagrada (1997) za vrhunske dosežke v likovni umetnosti
- član SAZU (izredni 2001, redni 2007)